# Lotharkristal

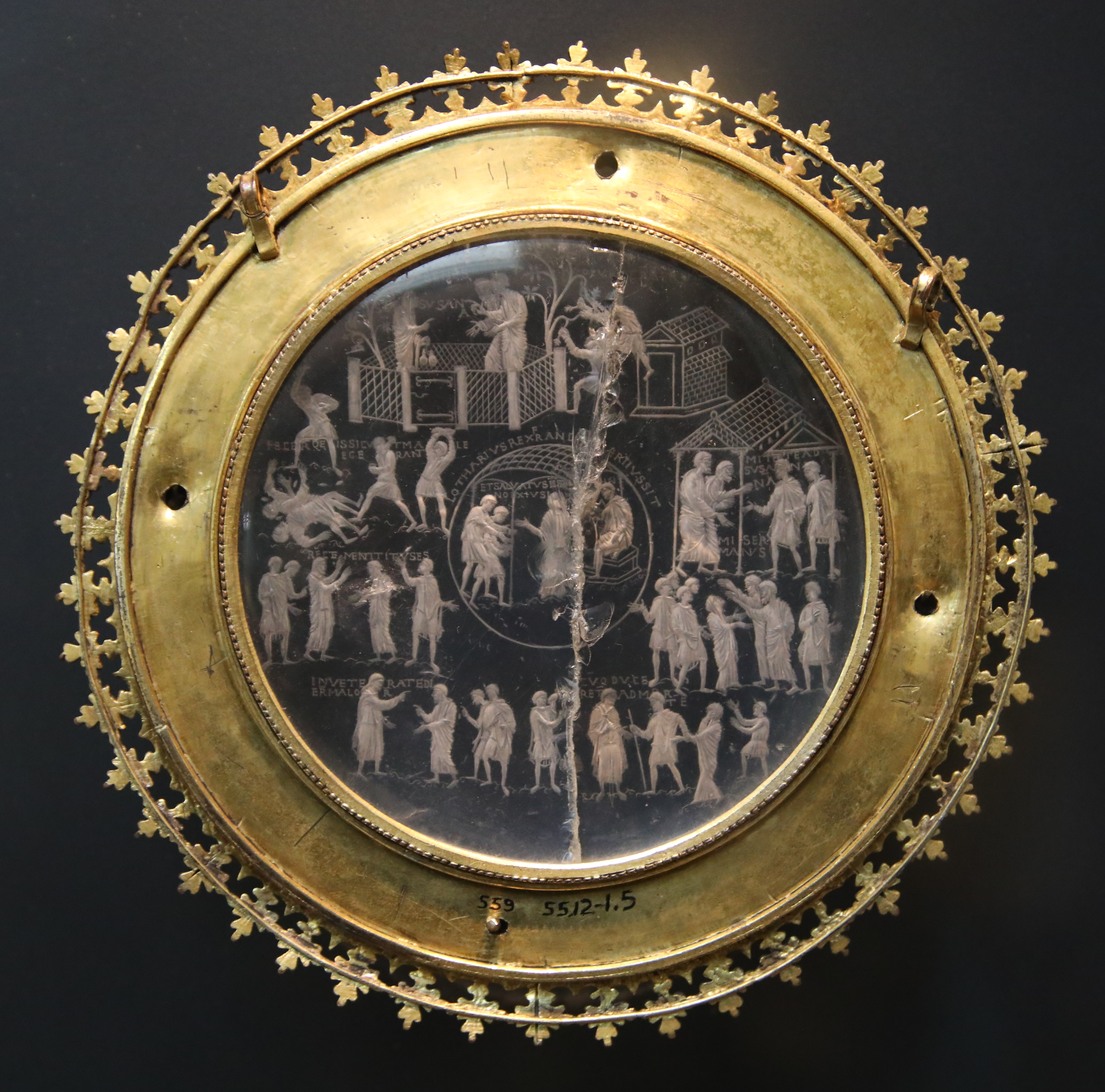
Het Lotharkristal

Het Lotharkristal (ook bekend als het Susannakristal) is een gegraveerde edelsteen uit Noordwest-Europa, gemaakt tussen 855 en 869, met scènes uit het Bijbelverhaal van Susanna en de Oudsten. Het Lotharkristal maakt vandaag de dag deel uit van de collectie van het British Museum.

## Beschrijving
De ronde schijf van helder kwarts (bergkristal) met een diameter van 11,5 centimeter vormt de basis voor dit kunstwerk. Acht gegraveerde scènes beelden het verhaal van Susanna en de Oudsten uit het boek Daniël uit. In dat verhaal wordt Susanna door de oudsten vals beschuldigd van overspel nadat zij weigerde op hun avances in te gaan. Voordat Susanna veroordeeld kan worden, komt Daniel echter tussenbeide en ondervraagt hij de oudsten. Als de oudsten verschillend antwoorden op de vraag onder welke boom Susanna het overspel pleegde, weet Daniel dat ze een valse getuigenis hebben afgelegd en zodoende worden de oudsten gestenigd (dit element is geen onderdeel van het Bijbelverhaal). In de slotscène wordt Susanna onschuldig bevonden en daar goede naam is gezuiverd. De scènes gaan vergezeld van korte inscripties in het Latijn die mogelijk later zijn toegevoegd.
De gravures op het kristal zijn uitgevoerd in een kenmerkende vroegmiddeleeuwse stijl die men ook terug kan vinden in miniaturen en ivoorkunstwerken uit Reims. Het Utrechts Psalter geldt als een van de voornaamste representanten van deze stijl. Het kristal is omgeven door een 15e-eeuws verguld koperen montuur met een bladerrand, dat ooit werd toegeschreven aan Sint Eligius.

## Datering
Op het kristal staat de inscriptie LOTHARIVS REX FRANC[ORVM ME FI]ERI IVSSIT ("Lotharius, koning der Franken, beval dat ik werd gemaakt"). Er is lang gedacht dat deze regel verwees naar Lotharius II. Lotharius I droeg de titel imperator (keizer), terwijl Lotharius II rex (koning) werd genoemd, net als de opdrachtgever van het kristal. Het is daarom mogelijk dat het kunstwerk tussen 855 en 869 tijdens de regering van Lotharius II werd gemaakt. Zodoende zou het een laat voorbeeld van Karolingische kunst zijn.
Anderen hebben opgemerkt dat de formulering van Lotharius' titels erg ongebruikelijk is, aangezien hij zichzelf nooit 'koning der Franken' noemde. Bovendien werd de naam van Lotharius ten tijde van de vervaardiging altijd gespeld en uitgesproken als Hlotharius. De 'h' werd pas aan het einde van de 9e eeuw in het Oudnederfrankisch onhoorbaar, wat erop zou kunnen wijzen dat de regel na de regering van Lotharius II is toegevoegd, of dat het kristal misschien door iemand anders is gemaakt. Simon MacLean betoogde derhalve dat de 10e-eeuwse koning Lotharius van Frankrijk de patroon was van dit imposante juweel. Mats Dijkdrent denkt daarentegen dat de regel misschien was toegevoegd om er een overtuigender relikwie van te maken, gemaakt door Sint Eligius die volgens zijn vita voor een zekere Lotharius, koning van de Franken (eigenlijk Clothar II) zou hebben gewerkt.

## Geschiedenis
Voor de 10e eeuw zijn er zijn geen tekstuele bronnen bekend die het Lotharkristal noemen. De eerste vermelding verhaald van een edelman genaamd Eilbert die het juweel verpande bij een geestelijke in Reims in ruil voor een paard. Toen de geestelijke het kristal weigerde terug te geven brandde Eilbert de kathedraal van Reims plat. In de oorlog die uit deze roekeloze daad voortkwam nam Eilbert Karel de Eenvoudige gevangen. Vanaf 940 begon Eilbert kloosters te stichten waaronder ook de abdij van Waulsort (in het huidige België) als boetedoening voor zijn daden. De abdij van Waulsort was net de kathedraal van Reims die hij eerder had vernield geweid aan Onze-Lieve-Vrouwe. Ook schonk hij deze abdij het Lotharkristal waar het tot in de 18e eeuw verbleef. Vanaf 1150 werd het kristal vereerd als een maaksel (en dus contactreliek) van Sint Eligius (ca. 588-660), de patroonheilige van de goudsmeden.
In 1793 plunderden revolutionaire Franse troepen Waulsort en naar verluidt is het kristal toen in de Maas terecht gekomen, waar het met een barst in het midden door een kunsthandelaar uit zou zijn opgevist. De Belgische handelaar, die beweerde dat hij het kunstwerk uit de rivierbedding had gehaald, verkocht het kristal voor twaalf frank aan een Franse verzamelaar. Daarna ging het kunstwerk naar de Britse politicus Ralph Bernal, die er £10 voor betaalde. In 1855 werd het kristal door het British Museum verworven op een veiling van Christie's voor £ 267.

## Interpretatie
Het kristal is een van de weinige Karolingische gegraveerde edelstenen die mogelijk in de kringen van het Karolingische hof is gemaakt. Er zijn een aantal interpretaties geopperd aangaande de functie van het kristal, evenals de betekenis ervan in een hof-context, maar de  betekenis ervan blijft een voortdurend debat onder wetenschappers.
Het onderwerp van de uitbeelding op het kristal suggereert dat het misschien was bedoeld om aan het hof getoond te worden als symbool van de rol van de koning in de rechtspraak. Volgens deze interpretatie kan het kristal een poging zijn geweest om de heerser aan zijn rol in de rechtspraak te herinneren, waarbij een Bijbelse parallel werd gebruikt om hem aan te sporen het ideaal van wijze heerschappij hoog te houden. Ook kan de uitbeelding geïnterpreteerd worden als een commentaar op de relatie tussen kerk en staat, waarbij Susanna de kerk vertegenwoordigt die tegen haar vijanden wordt beschermd door de rechtvaardige beslissingen van de wereldlijke heerser.
Er is ook betoogd dat het kristal verband houdt met de scheiding van Lotharius en zijn vrouw Theutberga. Om een aanleiding te hebben om van Theutberga te kunnen scheiden, en zijn kinderen met Waldrada legitiem te verklaren, beschuldigde Lotharius haar van het plegen van incest. Verschillende wetenschappers suggereerden dat het kristal in 865 werd gemaakt, toen Lothar zich met zijn vrouw probeerde te verzoenen. Theutberga wordt in deze interpretatie vereenzelvigd met de arme Susanna die onterecht beschuldigd werd. Terwijl Lotharius figureert als Daniel die net op tijd het de leugens rondom Theutberga en haar broer door had om haar in ere te herstellen. Ook is in deze context betoogd dat het materiaal (kristal) van het werk van belang is omdat mogelijk werd gedacht dat kristal het koninklijk paar tegen het kwaad kon beschermen. Mogelijk maakte het materiaal het kunstwerk ook geschikt voor liturgisch gebruik.
Andere wetenschappers hebben nog verschillende andere interpretaties naar voren geschoven. Zo is betoogd dat Susanna niet naar Theutberga, maar juist naar Waldrada refereert. Ook Susanna vereenzelvigd met Judith, de vrouw van Lotharius I, die ook vals was beschuldigd door haar man. J. Sauer denkt daarentegen dat de iconografie van het kristal naar geen enkele historische gebeurtenis verwijst en dat het gewoon een populair thema was om af te beelden.